# Ómar Vásquez
Edson Omar Vásquez Ortega (El Zulia, Norte de Santander, Colombia; 15 de agosto de 1989) es un futbolista colombiano. Juega como mediocampista y su equipo actual es Alianza Universidad de la Liga 2 de Perú.
Su hermano menor Larry Vásquez también es futbolista.

## Trayectoria

### Primer paso en Millonarios
Es un jugador zurdo que se formó en las divisiones inferiores del club bogotano, club al que llegó en el año 2006. Su debut fue en la última fecha del Torneo Finalización 2007 en un partido en Neiva frente al Atlético Huila. Este partido terminó 1-1.

### Girardot FC
En el primer semestre del 2008, fue cedido en préstamo al Girardot Fútbol Club de la Primera B, club en el cual sólo jugó un partido en el torneo 2008 y tres de la Copa Colombia 2008 sin anotar goles.

### Segundo paso en Millonarios
Regresó para sumarse al equipo profesional de Millonarios en el segundo semestre de ese año de 2008, siendo el jugador peor pagado del equipo ganando apenas quinientos mil pesos.
También hizo parte de la nómina que logró el título de la Primera C del fútbol colombiano del 2008, en el que se destacó por su buena técnica y trabajo en equipo.
Vásquez anotó su primer gol como profesional con Millonarios en la cuarta fecha del Torneo Finalización 2009 en el empate 1:1 con el Huila. El 24 de julio de 2010 vuelve a anotar gol en la victoria 1-0 del equipo azul contra el Deportivo Cali en Bogotá en el inicio del Torneo Finalización 2010. después en el año 2011 fue un gran año para este volante creativo estuvo en uno de los mejores años del club en mucho tiempo a pesar de perder 2 semifinales tuvo buena participación en el equipo. Para ese año logró la tercera Copa Colombia en la historia del club bogotano.
En el 2012 logra coronarse campeón del Torneo Finalización rompiendo con 24 años sin que Millonarios consiguiera dicho título. Allí jugó la mayoría de los partidos alternando la titularidad, fue vital en el equipo al ingresar en momentos difíciles y apoyar la creación de juego en medio campo con su dotada técnica.

### Querétaro FC
Para la temporada de 2013, Omar Vásquez es cedido a préstamo por un año con opción de compra al Querétaro Fútbol Club de la Liga MX.
. Enfundado con la número 10 en la espalda, en su primer partido anotó un gol en el empate 2 a 2 frente al Club León.

### Delfines FC
En el segundo semestre de 2013 fue cedido al Delfines Fútbol Club de la Liga de Ascenso de México.

### Tercer paso en Millonarios
En diciembre de ese año se anunció que tanto el club como Vásquez llegaron a un acuerdo para la no continuidad del jugador, con lo cual regresa a Millonarios después de cumplirse el año a préstamo en México.
Después de su periplo en México, Vázquez tuvo ofertas para emigrar a los Estados Unidos, Brasil, Argentina e incluso para seguir en el país azteca, no obstante el nuevo técnico de Millonarios, Juan Manuel Lillo, le comunicó que le tendría en cuenta para el torneo apertura y le asignó desde el principio un papel principal en los planteamientos del equipo sobre Harrison Otalvaro, quien había sido el titular en su posición. Durante el transcurso del Torneo Apertura muestra un gran nivel llegando a marcar dos goles, siendo el más destacado el anotado a Santa Fe en el clásico bogotano en la fecha 9.

### La Equidad
El exsenador Camargo dueño del club Deportes Tolima en un comunicado de prensa lo dio como nuevo jugador del club pero solo había sido de palabra nunca se llegó a firmar un contrato, cuando Omar llegó a la ciudad de Ibagué no se concretó su paso y el jugador quedaría libre nuevamente llegando a jugar a La Equidad.

### Patriotas FC
Llega en el 2017 al Patriotas Boyacá. Su primer gol lo marca el 13 de abril en la goleada 4 por

## Estadísticas
- Fuente: Ficha de Omar Vásquez en Soccerway

| Millonarios · Colombia | 1.ª                 | 2007                | 1   | 0            | Inexistentes | Inexistentes | 0            | 0            | 1    | 0    | 0    |
| Girardot F.C. · (cedido) · Colombia |                     |                     |     |              |              |              |              |              |      |      |      |
| 2.ª | 2008-A              | 1                   | 0   | 3            | 0            | Inexistentes | Inexistentes | 4            | 0    | 0    |      |
| Total club | Total club          | 1                   | 0   | 3            | 0            | 0            | 0            | 4            | 0    | 0    |      |
| Millonarios · Colombia | 1.ª                 |                     |     |              |              |              |              |              |      |      |      |
| Millonarios · Colombia | 1.ª                 | 2008-F              | 3   | 0            | 0            | 0            | Inexistentes | Inexistentes | 3    | 0    | 0    |
| Millonarios · Colombia | 1.ª                 | 2009                | 18  | 2            | 8            | 0            | Inexistentes | Inexistentes | 26   | 2    | 0,11 |
| Millonarios · Colombia | 1.ª                 | 2010                | 25  | 3            | 13           | 0            | Inexistentes | Inexistentes | 38   | 3    | 0,12 |
| Millonarios · Colombia | 1.ª                 | 2011                | 16  | 1            | 1            | 0            | Inexistentes | Inexistentes | 17   | 1    | 0,06 |
| Millonarios · Colombia | 1.ª                 | 2012                | 30  | 1            | 4            | 0            | 10           | 1            | 49   | 2    | 0,04 |
| Querétaro F.C. · (cedido) · México |                     |                     |     |              |              |              |              |              |      |      |      |
| 1.ª | 2013-C              | 6                   | 1   | 3            | 0            | Inexistentes | Inexistentes | 9            | 1    | 0,11 |      |
| Total club | Total club          | 6                   | 1   | 3            | 0            | 0            | 0            | 9            | 1    | 0,11 |      |
| Delfines F.C. · (cedido) · México |                     |                     |     |              |              |              |              |              |      |      |      |
| 2.ª | 2013-A              | 16                  | 2   | 2            | 0            | Inexistentes | Inexistentes | 18           | 2    | 0,11 |      |
| Total club | Total club          | 16                  | 2   | 2            | 0            | 0            | 0            | 18           | 2    | 0,11 |      |
| Millonarios · Colombia |                     |                     |     |              |              |              |              |              |      |      |      |
| 1.ª |                     |                     |     |              |              |              |              |              |      |      |      |
| 2014 | 22                  | 3                   | 5   | 0            | 0            | 0            | 32           | 2            | 0,09 |      |      |
| 2015 | 12                  | 1                   | 5   | 0            | Inexistentes | Inexistentes | 23           | 1            | 0,00 |      |      |
| Total club | Total club          | 126                 | 11  | 36           | 0            | 10           | 1            | 172          | 12   | 0,05 |      |
| La Equidad · Colombia |                     |                     |     |              |              |              |              |              |      |      |      |
| 1.ª | 2016                | 15                  | 1   | 7            | 0            | Inexistentes | Inexistentes | 22           | 1    | 0,04 |      |
| Total club | Total club          | 15                  | 1   | 7            | 0            | 0            | 0            | 22           | 1    | 0,04 |      |
| Patriotas Boyacá · Colombia |                     |                     |     |              |              |              |              |              |      |      |      |
| 1.ª | 2017                | 35                  | 1   | 6            | 1            | 4            | 0            | 45           | 1    | 0,02 |      |
| Total club | Total club          | 35                  | 1   | 6            | 1            | 4            | 0            | 45           | 1    | 0,02 |      |
| Águilas Doradas · Colombia | 1.ª                 | 2018                | 27  | 0            | 2            | 0            | Inexistentes | Inexistentes | 29   | 0    | 0,0  |
| Águilas Doradas · Colombia | Total club          | Total club          | 27  | 0            | 2            | 0            | 0            | 0            | 29   | 0    | 0,0  |
| Royal Pari · Bolivia | 1.ª                 | 2019                | 34  | 0            | Inexistentes | Inexistentes | 5            | 0            | 39   | 0    | 0,0  |
| Royal Pari · Bolivia | Total club          | Total club          | 34  | 0            | 0            | 0            | 5            | 0            | 39   | 0    | 0,0  |
| Club Llaneros · Colombia |                     |                     |     |              |              |              |              |              |      |      |      |
| 2.ª | 2020                | 15                  | 9   | Inexistentes | Inexistentes | Inexistentes | Inexistentes | 15           | 9    | 0,64 |      |
| 2.ª | 2021                | 18                  | 1   | 4            | 1            | Inexistentes | Inexistentes | 22           | 2    | 0,09 |      |
| Total club | Total club          | 33                  | 10  | 4            | 1            | 0            | 0            | 37           | 11   | 0,64 |      |
| Unión Comercio · Perú | 2.ª                 | 2022                | 23  | 5            | 2            | 0            | Inexistentes | Inexistentes | 25   | 5    | 0,17 |
| Unión Comercio · Perú | Total club          | Total club          | 23  | 5            | 2            | 0            | 0            | 0            | 25   | 5    | 0,17 |
| Alianza Universidad · Perú | 2.ª                 | 2023                | 26  | 1            | Inexistentes | Inexistentes | Inexistentes | Inexistentes | 26   | 1    | 0,0  |
| Alianza Universidad · Perú | 2.ª                 | 2024                | 14  | 0            | Inexistentes | Inexistentes | Inexistentes | Inexistentes | 14   | 0    | 0,0  |
| Alianza Universidad · Perú | 1.ª                 | 2025                | 2   | 0            | Inexistentes | Inexistentes | Inexistentes | Inexistentes | 2    | 0    | 0,0  |
| Alianza Universidad · Perú | Total club          | Total club          | 42  | 1            | 0            | 0            | 0            | 0            | 42   | 1    | 0,0  |
| Total en su carrera | Total en su carrera | Total en su carrera | 325 | 32           | 65           | 2            | 19           | 1            | 409  | 35   | 0,07 |
| (1) Incluye datos de la Copa Colombia (2008 - 2015) y Copa México (2013). (2) Incluye datos de la Copa Sudamericana (2012 - 2014). (3) Media de goles por encuentro. No incluye goles en partidos amistosos. |                     |                     |     |              |              |              |              |              |      |      |      |

## Palmarés

### Campeonatos nacionales
| Título              | Club        | País     | Año  |
| ------------------- | ----------- | -------- | ---- |
| Copa Colombia       | Millonarios | Colombia | 2011 |
| Torneo Finalización | Millonarios | Colombia | 2012 |